# Homozeugos fragile
Homozeugos fragile là một loài thực vật có hoa trong họ Hòa thảo. Loài này được Stapf mô tả khoa học đầu tiên năm 1915.